# چونگ تائه-هیون
چونگ تائه-هیون (انگلیسی: Chong Tae-hyon؛ زادهٔ ۱۰ نوامبر ۱۹۷۸) بازیکن بیس‌بال اهل کره جنوبی است.